# Энциклопедия права
Энциклопедия права (юридическая энциклопедия) — отрасль юридической науки в дореволюционной России.

## Понятие
Термин «энциклопедия» (греч.) означает круг наук, необходимых для общего образования. При этом под энциклопедией понималось систематическое обозрение совокупности человеческих знаний. Энциклопедия же права сводилась к краткому очерку развития всех юридических наук.
Данный предмет изучался длительное время на юридических факультетах в России, Англии, Франции наряду с теорией и философией права, являясь необходимым введением в изучение права. В дореволюционной России данный предмет читался слушателям на первом курсе юридических факультетов университетов. До введения нового устава русских университетов (1835 год) на юридических факультетах преподавалась «энциклопедия законоведения», после введения устава она стала называться «энциклопедией права». Состав и содержание этого предмета, как и его научное значение, определялись различно. Согласно самому университетскому уставу 1835 года энциклопедия права состояла из двух частей: 1) энциклопедия юридических и политических наук; 2) история философии права.
Энциклопедия права, не раскрывая детально процесса познания права, руководствуясь уже готовыми юридическими понятиями, выработанными теорией права, призвана была подготавливать обучаемых к восприятию положений отдельных отраслевых наук, правильному пониманию специальной терминологии, начертать план предстоящих занятий и показать путь, по которому надлежит идти.
Потребность в энциклопедии права, как особом предмете преподавания, была вызвана необходимостью сообщить слушателям предварительные сведения о праве, различных его отделах и методах его изучения, а также дать им некоторый философский базис для дальнейшей научной работы, цельный синтез современных общих учений о праве, как основание для изучения отдельных правовых дисциплин.
«Если человек ознакомится со значением главнейших терминов, с разделением науки на отдельные отрасли и с содержанием каждой из них, — подчеркивает Н. М. Коркунов, — его изучение права не сделается еще от этого осмысленным. Получить краткое понятие о частях — не значит ещё получить понятие и о целом. Соединение частей в одно живое целое не есть вовсе такое легкое и простое дело, чтобы оно само собой давалось каждому ознакомившемуся с частями».
Энциклопедия права являлась, таким образом, или кратким перечнем и обзором всего состава юридических наук, читаемых на юридических факультетах, или специальной дисциплиной философского характера, научный характер которой зависит всецело от заложенных в её основание философских или социологических предпосылок. В первом случае энциклопедия права приближалась к обычному составу всяких энциклопедий, обширных или кратких, желающих ориентировать читателя в круге определенных дисциплин или целых научных областей; во втором она совершенно сливалась с философией права.

## История возникновения
Стремление создать науку, которая бы давала целостное представление о праве, существовало издавна. Вначале такая роль отводилась именно энциклопедии права, в дальнейшем — философии и теории права. В этом смысле энциклопедию права можно рассматривать как общую науку о праве в первоначальном её варианте.
Возникновение энциклопедии права относят к XVI веку, когда появляется множество сочинений методологического и систематического характера, обнимавших все отрасли права; особое внимание Николай Михайлович Коркунов останавливал на труде Лагуса: «Metodica juris utriusque traditio», изданном в 1543 году. Принимать эту дату едва ли правильно: понятие энциклопедии так разнообразно и вместе с тем неопределённо, что можно, по произволу, причислять к ней или исключать из неё старые обзоры юридических наук (specula, summae и т. д.), тем более, что базисом для тех и других служило по преимуществу римское и каноническое право, как показывает и заглавие труда Лагуса. Тот же характер носит и сочинение Гунниуса: «Encyklopaedia juris universi» («Универсальная энциклопедия права»), изданное в 1638 году, посвящённая по преимуществу римскому и гражданскому праву, а также процессу, где Гунниус впервые употребил и термин «энциклопедия права».
В России соответствующая учебная дисциплина впервые начала преподаваться в XVIII веке в Московском университете немецкими юристами Баузе и Пургольдом.
До начала XIX века содержание энциклопедии права носило сборный, безыдейный характер. Этот характер она сохранила и в трудах представителей философской школы XVIII в., хотя в то время в области энциклопедии права произошло разделение двух направлений: чисто философского (естественно-правового) и положительного.
Первое было представлено у Э. Ноттельблатта, последователя Вольфа, изложение которого не проникнуто, однако, внутренним философским единством. К последнему относится сочинение Цюттера: «Entwurf einer juristischeil Encyclop ä die» (1757 год). Основания для создания действительно философской энциклопедии права положил Шеллинг в своем труде: «Vorlesungen uber die Methode des akademischen Studiums» (1803 год).
Согласно своему общему мировоззрению, по которому все в мире находится в органической связи, он и на науку смотрел как на живой организм. Отдельные отрасли науки — не мёртвые, механические, а живые части живого целого. Как орган любого организма может быть понят лишь под условием его изучения в связи с целым организмом, так и каждая отрасль науки может быть понята и изучена настоящим образом только в связи с целым. Поэтому прежде изучения отдельных отраслей, необходимо ознакомиться с наукой, как одним целым. Этой цели и должна служить энциклопедия права, «имеющая своим предметом целокупное изучение всей области человеческого ведения и являющаяся, таким образом, не одной из специальных наук, а наукой наук, стоящей над другими науками, потенцированной наукой, уже содержащей в себе все то, что с подробностью раскрывается в науках специальных» (слова Коркунова).

## Энциклопедия права в России
В начале XIX в. выходят первые русские работы по энциклопедии права. «Первым у нас по времени сочинением сего рода надлежало бы назвать Юридическую Грамматику Правикова (1803 г.), если бы её содержание не было слишком ограниченным. Затем следуют два небольшие сочинения Сандунова (1820 г.) и Смирнова (1821 г.) «О способе изучения Российских законов». В 1831 г. были опубликованы «Пособия и правила изучения Российских законов или материалы к энциклопедии, методологии и истории российского права» П. Дегая. Общая часть работы состоит из двух разделов: 1) предмет законоведения — законы; 2) науки законоведения. Значительное внимание автор уделяет соотношению естественного и положительного права, понятию закона, истории русского права.
Другим крупным изданием являлась «Энциклопедия законоведения» К. Неволина.
По его мнению, начало систематическому изучению законов было положено древними римлянами. В дальнейшем были отделены друг от друга и стали рассматриваться как самостоятельные науки: философия законодательства (естественное право), государственные законы (публичное право), гражданские законы (частное право), уголовные законы (уголовное право) и др. При таком множестве наук для сохранения связи между ними требовалась особая наука, которая служила бы общим введением в науку законоведения.
Таким образом, под «энциклопедией законоведения» К. Неволин понимал самостоятельную науку — теорию «наук законоведения» и одновременно их сокращенное изложение. В данном случае его энциклопедия призвана была заменять теорию права и служить связующим звеном между «философией права» и науками о законах. «Закон по существу своему, — писал К. Неволин, — есть вообще правда... А существо правды может быть определено только в философии».
Во всяком законодательстве он различает две части: законы естественные и законы положительные. «Первые, взятые в их совокупности, образуют идею законодательства, вторые служат её проявлением». Тем самым, когда речь заходит об «энциклопедии права», имеется в виду направление, объединяющее сторонников отождествления «права» и «закона». Представители же «энциклопедии законодательства», различавшие эти понятия, оценивают «право» с позиций натурфилософии.
М. Капустин в «Юридической догматике» предлагал именовать науку не энциклопедией, а теорией права: «Слово энциклопедия, обозначающее понятие, противоположное специальности, едва ли может быть приложено к названию науки, имеющей предметом своим особый круг сведений и свою особую систему. Это слово вообще стало входить в употребление для названия науки в конце XVI века: ни греки, ни римляне не употребляли его в этом смысле, хотя Плиний и Квинтилиан разумели под энциклопедией совокупность предметов общего образования».
Н. Ренненкампф в «Очерках юридической энциклопедии», будучи сторонником теории положительного права, значительное внимание уделял критике естественно-правовых взглядов, показывает их историческую обусловленность.
В 1878 г. вышли «Очерки по энциклопедии права» П. Деларова. Предметом энциклопедии, по мнению автора, являлось право в целом, вместе с тем она «стоит еще на первой ступени, другими словами, не есть еще наука». Энциклопедия не исследует свой предмет, а описывает его, повторяет в систематической связи ту совокупность начал и положений, которая должна составлять объект её научного рассмотрения. Первые попытки перехода на вторую, анализирующую ступень — философия и история права.
Построение философской энциклопедии права вообще стояло в тесной связи с общим развитием философского изучения права: расцвет или упадок последнего отражается и на последовательности обобщений энциклопедии права. Когда представители исторической школы отрицали необходимость философского обобщения исторических явлений, энциклопедия права снова становилась сборником элементарных сведений о праве, сообщаемых в том или другом объёме или той или иной системе, по усмотрению составителя. Образцом таких "сборников" служили «Введение в науку права» Колера (перев. в прилож. к «Вестн. Права» за 1903 год на русский язык) или «Encykl. und Methodologie der Rechtswissenschaft», Гарейса. С другой стороны, философские обобщения Иеринга оказали влияние на построение энциклопедии права, написанной его последователем, Меркелем (русск. пер., СПб., 1902 год), пошедшем дальше Иеринга в развитии его идей и давшим, на их основании, общее учение о праве и государстве.
Потребность в энциклопедии права, в смысле философского синтеза правовых учений, выяснялась и из общего направления науки права, всё более разбивавшейся по специальностям, но ещё стремящейся изучать частные явления в видах выяснения общих законов образования права. При специализации общая связь частей права легко может быть потеряна в сознании отдельных специалистов; поэтому и для последних, а не только для начинающих юристов, важно было иметь под руками стоящий на уровне современного научного развития философский синтез правовых идей, могущий служить путеводной нитью и для специального изучения. Само собой разумеется, что дать такой синтез может не всякий ученый; не всегда он возможен и по состоянию самой науки и научной философии — но, по крайней мере, стремление к нему и критическое освещение существующих учений о праве, а в особенности выяснение методов изучения права, и было всегда задачей энциклопедии права.
Специальные статьи о задачах энциклопедии права принадлежали Н. А. Звереву и Н. И. Палиенко («Вр. Дем. Юр. Лицея», кн. 82).
О задачах и особенностях энциклопедии права вообще писали и другие теоретики права. Так, А. Котельников отмечал, что «на юридическом факультете изучению положительного законодательства принято предпосылать преподавание энциклопедии права. Эта наука, служа введением в круг юридических наук, должна дать, конечно, ясное и точное определение права; объяснить, что такое “юридическая норма” “юридический институт”, выяснить деление права, источники его; определить субъект и объект науки; указать на формы развития и прекращение различных форм права и прочее и прочее». Следующей за энциклопедией права, считает он, должна идти история происхождения законодательных памятников страны. Только после этого юрист может перейти к подробному изучению действующего в стране законодательства. Причем необходимым основанием юридического образования он называет философию права.
Позже энциклопедию права стали рассматривать как краткое изложение всех специальных юридических наук. Например, И.В. Михайловский не воспринимает её в качестве самостоятельной науки, поскольку она не имеет, считал он, своего предмета.
В дореволюционную эпоху наиболее значительные работы полностью легализовавшие энциклопедию права как самостоятельную отрасль знаний принадлежали: Рождественскому "Энциклопедия законоведения" (1863 год), Карасевичу "Энциклопедия права" (1872 год), Деларову  "Очерки энциклопедии права" (1878 год), Звереву "Энциклопедия права в ряду юридических наук" (1880 год), Суворову "Лекции по энциклопедии права" (1907 год).
Благодаря научным наработкам представителя поздней эпохи Исторической школы права Рудольфа Иеринга, заложившего основы социологии права, право стало рассматриваться в более широком понимании. Среди русской юридической молодёжи, обучавшихся в Германии и затем ставшими профессорами юриспруденции в России, идеи именно и прежде всего Иеринга стали распространяться и в России. Эти идеи и нанесли удар по энциклопедии права как самостоятельному направлению и предмету обучения на юридических факультетах.
Прежде всего достойное место занимает работа крупнейшего русского учёного и политика (председателя Первой Государственной Думы) и ученика Рудольфа Иеринга профессора Муромцева  известного специалиста как в римском и гражданском праве так и в теории права.
Именно в работах Муромцева по сути впервые и появились новые идеи и методика, такого направления и понимания как теория права. Одновременно с работами Муромцева стали выходить работы профессора Коркунова  такие как "Общественное значение права" (1892 год), "История философии права. Пособие к лекциям" (1908 год), "Экономические теории государства" (1897 год), "Лекции по общей теории права" (1897 год), в начале XX века выходит в свет крупная работа профессора Петражицкого " Теория права и государства в связи с теорией нравственности" (1907 год), где право рассматривалось под различными аспектами выходя далеко за пределы энциклопедии права.
Кроме вышеупомянутых учёных, свой вклад в развитие нового направления как теория права, внесли такие учёные как  Гамбаров, Гессен, Кистяковский, Новгородцев, Сергеевич, Соловьёв, Чичерин, Шершеневич.
Первый советский учебник по теории права принадлежит перу выдающегося русско-американского юриста и социолога (основателя социологического факультета в Гарварде) Питириму Сорокину, который опубликовал "Элементарный учебник общей теории права в связи с теорией государства" вышедший в 1919 году в Петербурге. Именно от этого издания по сути и идёт история советской науки "Теория государства и права", а отдельную часть бывшей энциклопедии права - историю государства и права окончательно легализовал в 20-30 годах 20 века Серафим Юшков, являвшийся родоначальником советской науки истории государства и права.
Уже в советское время энциклопедия права и философия права были объединены в Общую теорию государства и права".